# Nieżywięć (województwo kujawsko-pomorskie)
Nieżywięć – wieś w Polsce położona w województwie kujawsko-pomorskim, w powiecie brodnickim, w gminie Bobrowo.

## Podział administracyjny
Do 1954 roku miejscowość była siedzibą gminy Nieżywięć. W latach 1975–1998 miejscowość położona była w województwie toruńskim.

## Demografia
W roku 2009 liczyła 773 mieszkańców. Według Narodowego Spisu Powszechnego (III 2011 r.) było ich 767. Nieżywięć jest największą miejscowością gminy Bobrowo.

## Zabytki
Według rejestru zabytków NID na listę zabytków wpisane są:
- kościół parafialny pw. św. Jana Chrzciciela, 1 poł. XIV w., 1609, nr rej.: A/359 z 17.10.1929
- zespół dworski, 2 poł. XIX w., nr rej.: A/159/1-4 z 12.11.1991:
  - dwór
  - 2 budynki gospodarcze, k. XIX w.
  - park.

Kościół parafialny pw. św. Jana Chrzciciela został wzniesiony w 1. połowie XIV wieku z cegły o układzie gotyckim, z użyciem cegły zendrówki, na kamiennej podmurówce. Ołtarz główny, wykonany po 1730 roku, w kształcie baldachimu wspartego na czterech wolnostojących kolumnach oraz z dwiema kolumnami dźwigającymi belkowanie i rzeźby aniołów. W centrum ołtarza późnogotycka rzeźba Matki Boskiej Nieżywięckiej z Dzieciątkiem z 1480 roku.

## Ludzie urodzeni w Nieżywięciu
- Kazimierz Benz (1899–1957) –  pułkownik, pilot Wojska Polskiego
- Anastazy Albert Makowski (1895–1987) – podpułkownik artylerii Wojska Polskiego
- Fabian Franciszek Pląskowski (1705–1784) – ksiądz katolicki, biskup pomocniczy diecezji chełmińskiej
- Marta Suchecka (1904–1992) – skrzypaczka i pedagog